# Vogel & Noot
Vogel & Noot AG var et østrigsk industriselskab med hovedkvarter i Wartberg im Mürztal, Steiermark. De producerede jordbrugsmaskiner, metalvarer og varmeteknik. Virksomheden blev grundlagt i 1872.